# Carola Rasch
Carola Rasch (* 9. September 1942 in München) ist eine ehemalige deutsche Schauspielerin mit kurzer Karriere bei Film und Fernsehen der 1950er und 1960er Jahre.

## Leben und Wirken
Carola Rasch erhielt ihre künstlerische Ausbildung in ihrer Heimatstadt München und gab dort auch ihren Einstand am Theater. Bereits als 15-Jährige trat sie erstmals vor die Filmkamera. In den kommenden fünf Jahren verkörperte sie meist adrette junge Mädchen in konventionellen Unterhaltungsfilmen. Im Laufe der 60er Jahre kamen auch gelegentlich Angebote vom Fernsehen hinzu. 
Darüber hinaus spielte sie auch weiterhin Theater und wirkte unter anderem am Theater am Dom in Köln sowie in Wien. Mit Beginn der 70er Jahre verschwand Carola Rasch aus dem Blickfeld der Öffentlichkeit.

## Privates
Als Teenager war Carola Rasch mit Vera Tschechowa befreundet und lernte an ihrer Seite im Januar 1959 Elvis Presley kennen, der zu diesem Zeitpunkt gerade im Hotel Grunewald in Bad Nauheim weilte.

## Filmografie
- 1957: Skandal in Ischl
- 1958: Hoppla, jetzt kommt Eddie
- 1958: Mein Schatz ist aus Tirol
- 1960: Der liebe Augustin
- 1960: …und nach uns die Sintflut (TV)
- 1961: Die Schatten werden länger
- 1962: Funkstreife Isar 12 (TV-Serie, Folge 14)
- 1962: Straße der Verheißung
- 1963: Die sanfte Tour – Der Baron und die Bank von England (TV)
- 1963: Das Kriminalmuseum (TV-Serie, eine Folge)
- 1967: Das Attentat – Schleicher: General der letzten Stunde (TV)
- 1968: Meinungsverschiedenheiten (TV)
- 1970: Die seltsamen Methoden des Franz Josef Wanninger (TV-Serie, Folge 40)
- 1971: Gestern gelesen (TV-Serie, eine Folge)